# Annesorhiza flagellifolia
Annesorhiza flagellifolia är en flockblommig växtart som beskrevs av Burtt Davy. Annesorhiza flagellifolia ingår i släktet Annesorhiza och familjen flockblommiga växter. Inga underarter finns listade i Catalogue of Life.